# Sudurağı
Sudurağı (kurd. Azizan) ist ein kurdisches Dorf im Landkreis Karlıova der türkischen Provinz Bingöl. Sudurağı liegt in Ostanatolien auf 1690 m über dem Meeresspiegel, ca. 26 km südwestlich von Karlıova.
Der Name Azizan ist der ursprüngliche Name der Ortschaft. Er wird weiterhin von den Bewohnern verwendet und ist beim Katasteramt registriert.
1985 lebten laut Volkszählung 940 Menschen in Sudurağı. 2009 hatte die Ortschaft 611 Einwohner.